# The Higher
I The Higher sono un gruppo emo/alt rock statunitense di Las Vegas. Il gruppo è al momento sotto contratto con la Epitaph Records ed ha pubblicato due album studio chiamati On Fire e Histrionics e due EP dai titoli Pace Yourself e Star is Dead. I componenti attuali della band sono Seth Trotter, Doug McCarthy, Reggie Ragan e Jason Centeno.
Il primo EP della band Star Is Dead, pubblicato da Fiddler Records nel 2003, permise alla band un tour con band emo di prima grandezza come Silverstein, Park ed Emery. Il video di Insurance? dall'album On Fire è stato mandato in onda da canali come MTVu, è stato girato a Las Vegas e mostra la band suonare e giocare al casino.
Il 10 ottobre 2007 il gruppo annunciò di avere un nuovo batterista, Doug McCarthy, ex tecnico dei Boys Like Girls.
Nel febbraio 2008 la band perse uno dei suoi membri fondatori, Tom Oakes.
La band dichiarò: I The Higher si dispiacciono di informare tutti che, a causa di problemi personali e artistici, Tom Oakes ha deciso di lasciare la band. Gli auguriamo la migliore fortuna nei suoi futuri progetti. Gli Higher continueranno e suoneranno a tutti i concerti programmati. Gli Higher ringraziano tutti i fan per la comprensione, il supporto e l'affetto che hanno dato in questo momento e sperano di vederli in tour.
Tom Oakes invece dichiarò: Voglio ringraziare tutti voi per quello che avete fatto per questa band. Sono scosso da questo fatto, ma non distrutto. Il gruppo è deciso a continuare e sono sicuro che non solo continueranno, ma avranno anche successo. Se chiunque di voi ha delle domande, sono disponibile a dare ulteriori informazioni. Grazie di nuovo a tutti e mi aspetto un 2008 di successo!
Nell'aprile 2008 gli Higher terminarono il loro primo tour nel Regno Unito, di spalla agli Elliot Minor per otto concerti.
Il posto di Tom Oakes è stato preso dall'ex tecnico delle chitarre e responsabile del merchandising del gruppo Andrew "The Kid" Evans, che sebbene non sia mai stato dichiarato componente ufficiale fa tuttora parte del gruppo.
Il nuovo album It's Only Natural è uscito il 23 giugno 2009. Si tratta del primo concept album della band, e il cantante Seth Trotter lo ritiene il migliore album del gruppo.

## Discografia
- 2003 - Star Is Dead
- 2005 - Histrionics
- 2007 - On Fire
- 2009 - It's Only Natural